# نسرین وکیلی
نسرین وکیل (وکیلی)، (Nasrin Vakil) نویسنده و مترجم ادبیات کودکان و نوجوانان، و دانش‌آموخته رشته روانشناسی است.

## زندگی
نسرین وکیل (وکیلی) مترجم کتاب‌های کودکان و نوجوانان در سال ۱۳۲۳ در تهران زاده شد. در رشته روان‌شناسی درس خواند و تاکنون بیش از ۱۵۰ عنوان کتاب در حوزه کودک و نوجوان ترجمه کرده است. از دیگر فعالیت‌های او عضویت در هیئت مدیرهٔ انجمن نویسندگان کودک و نوجوان وهمکاری با شورای کتاب کودک بوده است.کتاب‌های "سکه طلا" اثر آلمافلورآدا و "پسرک شلاق خور" از سید فلیش من ترجمهٔ نسرین وکیلی، از سوی شورای کتاب کودک و کانون پرورش فکری کودکان و نوجوانان برگزیده و انتخاب شده اند. از این کتاب‌ها یک نمایش رادیویی هم تنظیم و به صورت سریالی ۱۲ قسمتی پخش شده است. این مترجم به خاطر کتاب "تاک، خانواده‌ای با عمر جاویدان"، نیز از مؤسسهٔ سروش جایزه و لوح تقدیر دریافت کرده است.

## برخی آثار ترجمه
- روون و کولی‌ها، امیلی رودا، نشر افق، چاپ نهم ۱۳۹۵
- اسکلیگ و بچه‌ها، دیوید آلموند، نشر آفرینگان، چاپ سوم ۱۳۹۳
- نامه‌های کلمنتین، سارا پنی باکر، نشر پنجره، چاپ دوم، ۱۳۹۲
- داستان تریسی بیکر، ژاکلین ویلسن، نشر افق، چاپ اول، ۱۳۹۱
- طولانی‌ترین آواز نهنگ، ژاکلین ویلسن، نشر افق، چاپ اول، ۱۳۹۱
- موش مترو، نوشتهٔ باربارارید، نشر مبتکران، چاپ اول ۱۳۸۷
- روون و نگهبان کریستال، امیلی رودا، نشر افق، چاپ اول ۱۳۸۶
- پدربزرگ لسه می‌میرد، آناکارین یوزلیوس، مرکز نشر صدا، چاپ اول ۱۳۸۵
- پنجاه شب کلاه قرمز، اینگامور، مرکز نشر صدا، چاپ اول ۱۳۸۵
- خاطرات یک گربه قاتل، آن فاین، انتشارات علمی و فرهنگی، چاپ اول ۱۳۸۴
- بوته زارکیت، دیوید آلموند، مرکز نشر صدا، چاپ اول ۱۳۸۴
- روون پسری از رین، امیلی رودا، نشر افق، چاپ دوم ۱۳۸۳
- روون و زباک‌ها، امیلی رودا، نشر افق، چاپ اول ۱۳۸۳
- سیندرلای روسی: واسیلیسای زیبا، الیزابت وینتروپ انتشارات آفرینگان، چاپ اول ۱۳۸۱
- رونیا دختر یک راهزن، آسترید لیندگرن، نشر چشمه. چاپ اول ۱۳۸۱
- تایتانیک از لحظه گم شدن تا پیدا شدن، جودی دانلی، نشر زلال، چاپ اول ۱۳۷۴
- صحرای یخ، زندگی و کار در قطب جنوب، جان هکول، نشر زلال، چاپ اول ۱۳۷۴
- بررسی سه کتاب پلیسی کودک و نوجوان: عملیات محیرالعقول. نوشته نسرین وکیلی، کتاب ماه کودک و نوجوان» مهر ۱۳۸۰- شماره ۴۸[۱][۲][۳][۴][۵]

## برخی از مقالات
- تبعیض جنسی در ادبیات کودک, پژوهش نامه ادبیات کودک و نوجوان بهار 1382 - شماره 32 (‎22 صفحه - از 14 تا 35 ) [۶]
- نمی خواستم نویسنده باشم, مصاحبه با ناتالی بابیت, کتاب ماه کودک و نوجوان شهریور 1381 - شماره 59 (‎4 صفحه - از 92 تا 95 )[۷]
- استرید لیندگرن، نویسنده ای با دو میلیون خواننده در سال, کتاب ماه کودک و نوجوان اردیبهشت 1381 - شماره 55 (‎3 صفحه - از 82 تا 84 )[۸]
- عشق به طبیعت, کتاب ماه کودک و نوجوان اردیبهشت 1383 - شماره 79 (‎1 صفحه - از 68 تا 68 )[۹]
- پرواز از بوته زار کیت تا آشیانه اندرسن؛ مروری بر آثار دیوید آلموند، یکی از چهار نامزد نهایی جایزه جهانی هانس کریستین اندرسن (۲۰۰۸),کتاب ماه کودک و نوجوان آذر 1388 - شماره 146 (‎10 صفحه - از 41 تا 50 )[۱۰]
- آیا داستان های ترسناک واقعا ترسناک هستند؟,پژوهش نامه ادبیات کودک و نوجوان زمستان 1390 - شماره 52 (‎4 صفحه - از 39 تا 42 )[۱۱]
- حضور اسطوره ها در ادبیات سوئد (ترجمه ), پژوهش نامه ادبیات کودک و نوجوان زمستان 1383 - شماره 39 (‎6 صفحه - از 56 تا 61 )[۱۲]

## برخی از جوایز
- لوح برنز شورای کتاب کودک برای مجموعهٔ آثار